# União Sul-Americana de Emigrantes Italianos
A União Sul-Americana de Emigrantes Italianos (em italiano: Unione Sudamericana Emigrati Italiani, USEI) é um partido político italiano que representa as minorias italianas na América do Sul, especialmente Argentina e Brasil. Seu atual líder é Eugenio Sangregorio, que foi eleito para a Câmara dos Deputados nas eleições legislativas italianas de 2018.

## História
A USEI foi fundada em 2006 por Eugenio Sangregorio, um empresário nascido na comuna italiana de Belvedere Marittimo, na província de Cosença, Calábria. Sangregorio tem cidadania argentina e imigrou para o país em 1957.
Nas eleições legislativas italianas em 2006, o partido obteve 4,7% dos votos no círculo eleitoral sul-americano da Câmara dos Deputados. A USEI não participou nas eleições legislativas de 2008, mas continuou ativa e a melhorar a sua rede. Nas eleições legislativas de 2013, a USEI obteve 13,3% dos votos no círculo eleitoral sul-americano e elegeu Renata Bueno para a Câmara dos Deputados da Itália. Bueno é filha de Rubens Bueno, político brasileiro e ex-deputado federal da Câmara dos Deputados do Brasil pelo antigo Partido Popular Socialista (PPS), conhecido atualmente como Cidadania. Após a eleição, a USEI formou uma aliança parlamentar com o Movimento Associativo Alternativo Italianos no Estrangeiro (MAIE) dentro do Grupo Misto da Câmara, que durou dois anos e meio.
Apesar da orientação política da USEI e de Sangregorio ser amplamente de centro-direita, Bueno, devido à formação política de sua família, passou a apoiar o Partido Democrático (PD), o principal partido de centro-esquerda do país, e, particularmente, o seu líder Matteo Renzi, que foi o primeiro-ministro da Itália de fevereiro de 2014 a dezembro de 2016.
Curiosamente, em novembro de 2015, Bueno se aliou com o Identidade e Ação (IdeA), um partido de centro-direita que se opõe a Renzi. Posteriormente, ela formou um subgrupo, nomeado USEI (e, posteriormente, "USEI – IdeA"), dentro do Grupo Misto da Câmara, junto com Aniello Formisano da Itália dos Valores (IdV), partido tradicionalmente ligado a centro-esquerda e Guglielmo Vaccaro, do extinto partido Itália Única (IU). Logo após a sua formação, ao subgrupo juntaram-se também os outros dois deputados do IdeA, Eugenia Roccella e Vincenzo Piso. O subgrupo USEI – IdeA foi dissolvido em maio de 2017. Depois disso, Bueno se juntou aos subgrupos Cívicos e Inovadores (CI) e Direção Itália (DI). Sangregorio, que se opôs à reforma constitucional proposta por Renzi com o referendo constitucional de 2016 não estava disposto a deixar Renata Bueno se candidatar novamente pela USEI.
Nas eleições legislativas de 2018, o partido obteve 18,91% dos votos no círculo eleitoral sul-americano e Sangregorio foi eleito para a Câmara dos Deputados, enquanto Bueno liderou a coligação de partidos Lista Cívica Popular com 6,3% (em comparação com 0,5% na Itália), mas não foi eleita. Ela atribuiu sua derrota à falhas nos serviços de entrega de cédulas de votação pelos Correios para os brasileiros com cidadania italiana. A USEI concorreu também ao Senado, obtendo 20,4% e a eleição de Adriano Cario. Em maio de 2018, Cario deixou a USEI e migrou para o MAIE.
Em 18 de dezembro de 2019, a USEI se aliou com os centristas da Força Italia (Aliança do Centro e Nós com a Itália) e do partido de centro-direita "Vamos Mudar!" para formar um novo subgrupo do Grupo Misto, chamado "Noi con l'Italia-USEI-Cambiamo!-Alleanza di Centro". Nas eleições legislativas de 2022, o partido não obteve nenhuma cadeira e perdeu as únicas que tinha no Parlamento Italiano.

## Resultados eleitorais

### Câmara dos Deputados da Itália
| Ano da eleição | Votos totais | %    | Assentos obtidos na Câmara dos Deputados | Assentos obtidos entre as vagas reservadas à diáspora italiana | ± | Ref.   |
| -------------- | ------------ | ---- | ---------------------------------------- | -------------------------------------------------------------- | - | ------ |
| 2006           | 14.205       | 1,46 | 0 / 630                                  | 0 / 12                                                         | 0 | [ 2 ]  |
| 2013           | 43.198       | 4,47 | 1 / 630                                  | 1 / 12                                                         | 1 | [ 4 ]  |
| 2018           | 68.291       | 6,08 | 1 / 630                                  | 1 / 12                                                         | 1 | [ 15 ] |
| 2022           | 73.389       | 6,76 | 0 / 400                                  | 0 / 8                                                          | 1 | [ 18 ] |

### Senado da República
| Ano da eleição | Votos totais | %    | Assentos obtidos no Senado da República | Assentos obtidos entre as vagas reservadas à diáspora italiana | ± | Ref.   |
| -------------- | ------------ | ---- | --------------------------------------- | -------------------------------------------------------------- | - | ------ |
| 2006           | 12.552       | 1,41 | 0 / 315                                 | 0 / 6                                                          | 0 | [ 19 ] |
| 2013           | 38.223       | 4,27 | 0 / 315                                 | 0 / 6                                                          | 0 | [ 20 ] |
| 2018           | 68.233       | 6,61 | 1 / 315                                 | 1 / 6                                                          | 1 | [ 21 ] |
| 2022           | 55.523       | 5,09 | 0 / 200                                 | 0 / 4                                                          | 1 | [ 22 ] |

## links externos
- Website oficial